# 马拉喀什建立世界贸易组织协定
马拉喀什建立世界贸易组织协定（Marrakesh Agreement Establishing the World Trade Organization）是1994年4月15日，123个国家在摩洛哥马拉喀什签署的协定，标志着历时8年的乌拉圭回合結束並在此基礎上成立世界贸易组织，該組織于1995年1月1日正式成立。
该协定是在關稅暨貿易總協定的基础上发展起来的，并根據服務貿易總協定、卫生和植物检疫措施協定、与贸易有关的知识产权协定和技术性贸易壁垒協定等其他协定進行补充。该协定还建立了一个新的、更有效的和具有法律约束力的争端解决手段。